# Pandemia di COVID-19 in Spagna
La pandemia di COVID-19 in Spagna ha avuto le sue manifestazioni epidemiche iniziali il 31 gennaio 2020, quando un turista tedesco è risultato positivo al virus sull'isola delle Canarie di La Gomera. Nelle settimane seguenti sono stati identificati altri casi sporadici di turisti europei, fra cui un uomo britannico a Palma di Maiorca il 9 febbraio e il 24 febbraio un medico piacentino in vacanza a Tenerife. A partire dal 25 febbraio i contagi hanno invece cominciato ad aumentare rapidamente, inizialmente correlati al focolaio del nord Italia, ma successivamente anche a focolai locali, specialmente nella comunità autonoma di Madrid.
Al 1º gennaio 2023, il Paese è il 12º al mondo e il 4° in Unione europea per casi totali, con 13 684 258 casi totali.
Il 5 maggio 2023, l'Organizzazione mondiale della sanità dichiara ufficialmente la fine della pandemia.

## Antefatti
Il 12 gennaio 2020, l'Organizzazione mondiale della sanità (OMS) ha confermato che un nuovo coronavirus era la causa di una nuova infezione polmonare che aveva colpito diversi abitanti della città di Wuhan, nella provincia cinese dell'Hubei, il cui caso era stato portato all'attenzione dell'OMS il 31 dicembre 2019.
Sebbene nel tempo il tasso di mortalità della COVID-19 si sia rivelato decisamente più basso di quello dell'epidemia di SARS che aveva imperversato nel 2003, la trasmissione del virus SARS-CoV-2, alla base della COVID-19, è risultata essere molto più ampia di quella del precedente virus del 2003, e ha portato a un numero totale di morti molto più elevato.

## Andamento dei contagi
| Data                                                                                               | Data       |  | Numero di casi    | Numero di morti |
| -------------------------------------------------------------------------------------------------- | ---------- |  | ----------------- | --------------- |
| 31-01-2020                                                                                         | 31-01-2020 |  | 1(N.D.)           |                 |
| ⋮                                                                                                  | ⋮          |  | 1(=)              |                 |
| 09-02-2020                                                                                         | 09-02-2020 |  | 2(+100%)          |                 |
| ⋮                                                                                                  | ⋮          |  | 2(=)              |                 |
| 24-02-2020                                                                                         | 24-02-2020 |  | 3(+50%)           |                 |
| 25-02-2020                                                                                         | 25-02-2020 |  | 9(+200%)          |                 |
| 26-02-2020                                                                                         | 26-02-2020 |  | 17(+89%)          |                 |
| 27-02-2020                                                                                         | 27-02-2020 |  | 33(+94%)          |                 |
| 28-02-2020                                                                                         | 28-02-2020 |  | 54(+64%)          |                 |
| 29-02-2020                                                                                         | 29-02-2020 |  | 81(+50%)          |                 |
| 01-03-2020                                                                                         | 01-03-2020 |  | 135(+67%)         |                 |
| 02-03-2020                                                                                         | 02-03-2020 |  | 192(+42%)         |                 |
| 03-03-2020                                                                                         | 03-03-2020 |  | 263(+37%)         |                 |
| 04-03-2020                                                                                         | 04-03-2020 |  | 341(+30%)         |                 |
| 05-03-2020                                                                                         | 05-03-2020 |  | 532(+56%)         |                 |
| 06-03-2020                                                                                         | 06-03-2020 |  | 757(+42%)         |                 |
| 07-03-2020                                                                                         | 07-03-2020 |  | 1,080(+43%)       |                 |
| 08-03-2020                                                                                         | 08-03-2020 |  | 1,513(+40%)       | 28(N.D.)        |
| 09-03-2020                                                                                         | 09-03-2020 |  | 2,277(+50%)       | 35(+25%)        |
| 10-03-2020                                                                                         | 10-03-2020 |  | 3,258(+43%)       | 48(+37%)        |
| 11-03-2020                                                                                         | 11-03-2020 |  | 4,404(+35%)       | 86(+79%)        |
| 12-03-2020                                                                                         | 12-03-2020 |  | 5,876(+33%)       | 123(+43%)       |
| 13-03-2020                                                                                         | 13-03-2020 |  | 7,596(+29%)       | 141(+15%)       |
| 14-03-2020                                                                                         | 14-03-2020 |  | 9,722(+28%)       | 292(+107%)      |
| 15-03-2020                                                                                         | 15-03-2020 |  | 11,451(+18%)      | 314(+7,5%)      |
| 16-03-2020                                                                                         | 16-03-2020 |  | 13,939(+22%)      | 496(+58%)       |
| 17-03-2020                                                                                         | 17-03-2020 |  | 17,637(+27%)      | 590(+19%)       |
| 18-03-2020                                                                                         | 18-03-2020 |  | 21,677(+23%)      | 765(+30%)       |
| 19-03-2020                                                                                         | 19-03-2020 |  | 26,166(+21%)      | 993(+30%)       |
| 20-03-2020                                                                                         | 20-03-2020 |  | 31,680(+21%)      | 1 326(+34%)     |
| 21-03-2020                                                                                         | 21-03-2020 |  | 36,557(+15%)      | 1 672(+26%)     |
| 22-03-2020                                                                                         | 22-03-2020 |  | 41,182(+13%)      | 2 136(+28%)     |
| 23-03-2020                                                                                         | 23-03-2020 |  | 48,828(+19%)      | 2 707(+27%)     |
| 24-03-2020                                                                                         | 24-03-2020 |  | 57,382(+18%)      | 3 303(+22%)     |
| 25-03-2020                                                                                         | 25-03-2020 |  | 66,327(+16%)      | 3 918(+19%)     |
| 26-03-2020                                                                                         | 26-03-2020 |  | 75,486(+14%)      | 4 663(+19%)     |
| 27-03-2020                                                                                         | 27-03-2020 |  | 83,749(+11%)      | 5 502(+18%)     |
| 28-03-2020                                                                                         | 28-03-2020 |  | 90,159(+7.7%)     | 6 217(+13%)     |
| 29-03-2020                                                                                         | 29-03-2020 |  | 95,961(+6.4%)     | 6 913(+11%)     |
| 30-03-2020                                                                                         | 30-03-2020 |  | 104,107(+8.5%)    | 7 733(+12%)     |
| 31-03-2020                                                                                         | 31-03-2020 |  | 111,541(+7.1%)    | 8 662(+12%)     |
| 01-04-2020                                                                                         | 01-04-2020 |  | 119,096(+6.8%)    | 9 539(+10%)     |
| 02-04-2020                                                                                         | 02-04-2020 |  | 126,337(+6.1%)    | 10 384(+8,9%)   |
| 03-04-2020                                                                                         | 03-04-2020 |  | 133,017(+5.3%)    | 11 164(+7,5%)   |
| 04-04-2020                                                                                         | 04-04-2020 |  | 138,587(+4.2%)    | 11 834(+6%)     |
| 05-04-2020                                                                                         | 05-04-2020 |  | 142,237(+2.6%)    | 12 462(+5,3%)   |
| 06-04-2020                                                                                         | 06-04-2020 |  | 147,510(+3.7%)    | 13 219(+6,1%)   |
| 07-04-2020                                                                                         | 07-04-2020 |  | 153,082(+3.8%)    | 13 976(+5,7%)   |
| 08-04-2020                                                                                         | 08-04-2020 |  | 158,810(+3.7%)    | 14 757(+5,6%)   |
| 09-04-2020                                                                                         | 09-04-2020 |  | 163,416(+2.9%)    | 15 399(+4,4%)   |
| 10-04-2020                                                                                         | 10-04-2020 |  | 168,024(+2.8%)    | 15 899(+3,2%)   |
| 11-04-2020                                                                                         | 11-04-2020 |  | 171,981(+2.4%)    | 16 505(+3,8%)   |
| 12-04-2020                                                                                         | 12-04-2020 |  | 175,141(+1.8%)    | 17 056(+3,3%)   |
| 13-04-2020                                                                                         | 13-04-2020 |  | 178,348(+1.8%)    | 17 591(+3,1%)   |
| 14-04-2020                                                                                         | 14-04-2020 |  | 182,848(+2.5%)    | 18 276(+3,9%)   |
| 15-04-2020                                                                                         | 15-04-2020 |  | 186,606(+2.1%)    | 18 893(+3,4%)   |
| 16-04-2020                                                                                         | 16-04-2020 |  | 190,537(+2.1%)    | 19 478(+3,1%)   |
| 17-04-2020                                                                                         | 17-04-2020 |  | 194,470(+2.1%)    | 20 043(+2,9%)   |
| 18-04-2020                                                                                         | 18-04-2020 |  | 192,961(-0.8%)    | 20 453(+2%)     |
| 19-04-2020                                                                                         | 19-04-2020 |  | 195,179(+1.1%)    | 20 852(+2%)     |
| 20-04-2020                                                                                         | 20-04-2020 |  | 198,125(+1.5%)    | 21 282(+2,1%)   |
| 21-04-2020                                                                                         | 21-04-2020 |  | 200,441(+1.2%)    | 21 717(+2%)     |
| 22-04-2020                                                                                         | 22-04-2020 |  | 203,358(+1.5%)    | 22 157(+2%)     |
| 23-04-2020                                                                                         | 23-04-2020 |  | 205,461(+1.0%)    | 22 524(+1,7%)   |
| 24-04-2020                                                                                         | 24-04-2020 |  | 207,958(+1.2%)    | 22 902(+1,7%)   |
| 25-04-2020                                                                                         | 25-04-2020 |  | 209,604(+0.79%)   | 23 190(+1,3%)   |
| 26-04-2020                                                                                         | 26-04-2020 |  | 211,266(+0.79%)   | 23 521(+1,4%)   |
| 27-04-2020                                                                                         | 27-04-2020 |  | 212,779(+0.72%)   | 23 822(+1,3%)   |
| 28-04-2020                                                                                         | 28-04-2020 |  | 213,602(+0.39%)   | 24 275(+1,9%)   |
| 29-04-2020                                                                                         | 29-04-2020 |  | 214,835(+0.58%)   | 24 543(+1,1%)   |
| 30-04-2020                                                                                         | 30-04-2020 |  | 216,216(+0.64%)   | 24 824(+1,1%)   |
| 01-05-2020                                                                                         | 01-05-2020 |  | 217,452(+0.57%)   | 25 100(+1,1%)   |
| 02-05-2020                                                                                         | 02-05-2020 |  | 218,382(+0.43%)   | 25 264(+0,65%)  |
| 03-05-2020                                                                                         | 03-05-2020 |  | 218,845(+0.21%)   | 25 428(+0,65%)  |
| 04-05-2020                                                                                         | 04-05-2020 |  | 219,849(+0.46%)   | 25 613(+0,73%)  |
| 05-05-2020                                                                                         | 05-05-2020 |  | 220,693(+0.38%)   | 25 857(+0,95%)  |
| 06-05-2020                                                                                         | 06-05-2020 |  | 221,447(+0.34%)   | 26 070(+0,82%)  |
| 07-05-2020                                                                                         | 07-05-2020 |  | 222,857(+0.64%)   | 26 299(+0,88%)  |
| 08-05-2020                                                                                         | 08-05-2020 |  | 223,578(+0.32%)   | 26 478(+0,68%)  |
| 09-05-2020                                                                                         | 09-05-2020 |  | 224,390(+0.37%)   | 26 621(+0,54%)  |
| 10-05-2020                                                                                         | 10-05-2020 |  | 227,436(+1.4%)    | 26 744(+0,46%)  |
| 11-05-2020                                                                                         | 11-05-2020 |  | 228,030(+0.26%)   | 26 920(+0,66%)  |
| 12-05-2020                                                                                         | 12-05-2020 |  | 228,691(+0.29%)   | 27 104(+0,68%)  |
| 13-05-2020                                                                                         | 13-05-2020 |  | 229,540(+0.37%)   | 27 321(+0,8%)   |
| 14-05-2020                                                                                         | 14-05-2020 |  | 230,183(+0.28%)   | 27 459(+0,51%)  |
| 15-05-2020                                                                                         | 15-05-2020 |  | 230,698(+0.22%)   | 27 563(+0,38%)  |
| 16-05-2020                                                                                         | 16-05-2020 |  | 231,350(+0.28%)   | 27 650(+0,32%)  |
| 17-05-2020                                                                                         | 17-05-2020 |  | 231,606(+0.11%)   | 27 709(+0,21%)  |
| 18-05-2020                                                                                         | 18-05-2020 |  | 232,037(+0.19%)   | 27 778(+0,25%)  |
| 19-05-2020                                                                                         | 19-05-2020 |  | 232,555(+0.22%)   | 27 888(+0,4%)   |
| 20-05-2020                                                                                         | 20-05-2020 |  | 233,037(+0.21%)   | 27 940(+0,19%)  |
| 21-05-2020                                                                                         | 21-05-2020 |  | 234,824(+0.77%)   | 28 628(+2,5%)   |
| 22-05-2020                                                                                         |            |  |                   |                 |
| 23-05-2020                                                                                         | 23-05-2020 |  | 235,290(+0.20%)   | 28 678(N.D.)    |
| 24-05-2020                                                                                         | 24-05-2020 |  | 235,772(+0.20%)   | 28 752(+0,26%)  |
| 25-05-2020                                                                                         | 25-05-2020 |  | 235,400(-0.16%)   | 26 834(−6,7%)   |
| 26-05-2020                                                                                         | 26-05-2020 |  | 236,259(+0.36%)   | 27 117(+1,1%)   |
| 27-05-2020                                                                                         | 27-05-2020 |  | 236,769(+0.22%)   | 27 118(=)       |
| 28-05-2020                                                                                         | 28-05-2020 |  | 237,906(+0.48%)   | 27 119(=)       |
| 29-05-2020                                                                                         | 29-05-2020 |  | 238,564(+0.28%)   | 27 121(+0,01%)  |
| 30-05-2020                                                                                         | 30-05-2020 |  | 239,228(+0.28%)   | 27 125(+0,01%)  |
| 31-05-2020                                                                                         | 31-05-2020 |  | 239,429(+0.08%)   | 27 127(+0,01%)  |
| 01-06-2020                                                                                         | 01-06-2020 |  | 239,638(+0.09%)   | 27 127(=)       |
| 02-06-2020                                                                                         | 02-06-2020 |  | 239,932(+0.12%)   | 27 127(=)       |
| 03-06-2020                                                                                         | 03-06-2020 |  | 240,326(+0.16%)   | 27 128(=)       |
| 04-06-2020                                                                                         | 04-06-2020 |  | 240,660(+0.14%)   | 27 133(+0,02%)  |
| 05-06-2020                                                                                         | 05-06-2020 |  | 240,978(+0.13%)   | 28 130(+3,7%)   |
| 06-06-2020                                                                                         | 06-06-2020 |  | 241,310(+0.14%)   | 28 163(+0,12%)  |
| 07-06-2020                                                                                         | 07-06-2020 |  | 241,550(+0.10%)   | 28 178(+0,05%)  |
| 08-06-2020                                                                                         | 08-06-2020 |  | 241,717(+0.07%)   | 28 197(+0,07%)  |
| 09-06-2020                                                                                         | 09-06-2020 |  | 241,966(+0.10%)   | 28 209(+0,04%)  |
| 10-06-2020                                                                                         | 10-06-2020 |  | 242,280(+0.13%)   | 28 226(+0,06%)  |
| 11-06-2020                                                                                         | 11-06-2020 |  | 242,707(+0.18%)   | 28 236(+0,04%)  |
| 12-06-2020                                                                                         | 12-06-2020 |  | 243,209(+0.21%)   | 28 259(+0,08%)  |
| 13-06-2020                                                                                         | 13-06-2020 |  | 243,605(+0.16%)   | 28 275(+0,06%)  |
| 14-06-2020                                                                                         | 14-06-2020 |  | 243,928(+0.13%)   | 28 284(+0,03%)  |
| 15-06-2020                                                                                         | 15-06-2020 |  | 244,109(+0.07%)   | 28 291(+0,02%)  |
| 16-06-2020                                                                                         | 16-06-2020 |  | 244,328(+0.09%)   | 28 299(+0,03%)  |
| 17-06-2020                                                                                         | 17-06-2020 |  | 244,683(+0.15%)   | 28 306(+0,02%)  |
| 18-06-2020                                                                                         | 18-06-2020 |  | 245,268(+0.24%)   | 28 312(+0,02%)  |
| 19-06-2020                                                                                         | 19-06-2020 |  | 245,575(+0.13%)   | 28 315(+0,01%)  |
| 20-06-2020                                                                                         | 20-06-2020 |  | 245,938(+0.15%)   | 28 322(+0,02%)  |
| 21-06-2020                                                                                         | 21-06-2020 |  | 246,272(+0.14%)   | 28 323(=)       |
| 22-06-2020                                                                                         | 22-06-2020 |  | 246,504(+0.09%)   | 28 324(=)       |
| 23-06-2020                                                                                         | 23-06-2020 |  | 246,752(+0.10%)   | 28 325(=)       |
| 24-06-2020                                                                                         | 24-06-2020 |  | 247,086(+0.14%)   | 28 327(+0,01%)  |
| 25-06-2020                                                                                         | 25-06-2020 |  | 247,486(+0.16%)   | 28 330(+0,01%)  |
| 26-06-2020                                                                                         | 26-06-2020 |  | 247,905(+0.17%)   | 28 338(+0,03%)  |
| 27-06-2020                                                                                         | 27-06-2020 |  | 248,469(+0.23%)   | 28 341(+0,01%)  |
| 28-06-2020                                                                                         | 28-06-2020 |  | 248,770(+0.12%)   | 28 343(+0,01%)  |
| 29-06-2020                                                                                         | 29-06-2020 |  | 248,970(+0.08%)   | 28 346(+0,01%)  |
| 30-06-2020                                                                                         | 30-06-2020 |  | 249,271(+0.12%)   | 28 355(+0,03%)  |
| 01-07-2020                                                                                         | 01-07-2020 |  | 249,659(+0.16%)   | 28 363(+0,03%)  |
| 02-07-2020                                                                                         | 02-07-2020 |  | 250,103(+0.18%)   | 28 368(+0,02%)  |
| 03-07-2020                                                                                         | 03-07-2020 |  | 250,545(+0.18%)   | 28 385(+0,06%)  |
| ⋮                                                                                                  |            |  |                   |                 |
| 06-07-2020                                                                                         | 06-07-2020 |  | 251,789(+0.50%)   | 28 388(N.D.)    |
| 07-07-2020                                                                                         | 07-07-2020 |  | 252,130(+0.14%)   | 28 392(+0,01%)  |
| 08-07-2020                                                                                         | 08-07-2020 |  | 252,513(+0.15%)   | 28 396(+0,01%)  |
| 09-07-2020                                                                                         | 09-07-2020 |  | 253,056(+0.22%)   | 28 401(+0,02%)  |
| 10-07-2020                                                                                         | 10-07-2020 |  | 253,908(+0.34%)   | 28 403(+0,01%)  |
| ⋮                                                                                                  |            |  |                   |                 |
| 13-07-2020                                                                                         | 13-07-2020 |  | 255,953(+0.81%)   | 28 406(N.D.)    |
| 14-07-2020                                                                                         | 14-07-2020 |  | 256,619(+0.26%)   | 28 409(+0,01%)  |
| 15-07-2020                                                                                         | 15-07-2020 |  | 257,494(+0.34%)   | 28 413(+0,01%)  |
| 16-07-2020                                                                                         | 16-07-2020 |  | 258,855(+0.53%)   | 28 416(+0,01%)  |
| 17-07-2020                                                                                         | 17-07-2020 |  | 260,255(+0.54%)   | 28 420(+0,01%)  |
| ⋮                                                                                                  |            |  |                   |                 |
| 20-07-2020                                                                                         | 20-07-2020 |  | 264,836(+1.8%)    | 28 422(N.D.)    |
| 21-07-2020                                                                                         | 21-07-2020 |  | 266,194(+0.51%)   | 28 424(+0,01%)  |
| 22-07-2020                                                                                         | 22-07-2020 |  | 267,551(+0.51%)   | 28 426(+0,01%)  |
| 23-07-2020                                                                                         | 23-07-2020 |  | 270,166(+0.98%)   | 28 429(+0,01%)  |
| 24-07-2020                                                                                         | 24-07-2020 |  | 272,421(+0.83%)   | 28 432(+0,01%)  |
| ⋮                                                                                                  |            |  |                   |                 |
| 27-07-2020                                                                                         | 27-07-2020 |  | 278,782(+2.3%)    | 28 434(N.D.)    |
| 28-07-2020                                                                                         | 28-07-2020 |  | 280,610(+0.66%)   | 28 436(+0,01%)  |
| 29-07-2020                                                                                         | 29-07-2020 |  | 282,641(+0.72%)   | 28 441(+0,02%)  |
| 30-07-2020                                                                                         | 30-07-2020 |  | 285,430(+0.99%)   | 28 443(+0,01%)  |
| 31-07-2020                                                                                         | 31-07-2020 |  | 288,522(+1.1%)    | 28 445(+0,01%)  |
| ⋮                                                                                                  |            |  |                   |                 |
| 03-08-2020                                                                                         | 03-08-2020 |  | 297,054(+3.0%)    | 28 472(N.D.)    |
| 04-08-2020                                                                                         | 04-08-2020 |  | 302,814(+1.9%)    | 28 498(+0,09%)  |
| 05-08-2020                                                                                         | 05-08-2020 |  | 305,767(+0.98%)   | 28 499(=)       |
| 06-08-2020                                                                                         | 06-08-2020 |  | 309,855(+1.3%)    | 28 500(=)       |
| 07-08-2020                                                                                         | 07-08-2020 |  | 314,362(+1.5%)    | 28 503(+0,01%)  |
| ⋮                                                                                                  |            |  |                   |                 |
| 10-08-2020                                                                                         | 10-08-2020 |  | 322,980(+2.7%)    | 28 576(N.D.)    |
| 11-08-2020                                                                                         | 11-08-2020 |  | 326,612(+1.1%)    | 28 581(+0,02%)  |
| 12-08-2020                                                                                         | 12-08-2020 |  | 329,784(+0.97%)   | 28 579(−0,01%)  |
| 13-08-2020                                                                                         | 13-08-2020 |  | 337,334(+2.3%)    | 28 605(+0,09%)  |
| 14-08-2020                                                                                         | 14-08-2020 |  | 342,813(+1.6%)    | 28 617(+0,04%)  |
| ⋮                                                                                                  |            |  |                   |                 |
| 17-08-2020                                                                                         | 17-08-2020 |  | 359,082(+4.7%)    | 28 646(N.D.)    |
| 18-08-2020                                                                                         | 18-08-2020 |  | 364,196(+1.4%)    | 28 670(+0,08%)  |
| 19-08-2020                                                                                         | 19-08-2020 |  | 370,867(+1.8%)    | 28 797(+0,44%)  |
| 20-08-2020                                                                                         | 20-08-2020 |  | 377,906(+1.9%)    | 28 813(+0,06%)  |
| 21-08-2020                                                                                         | 21-08-2020 |  | 386,054(+2.2%)    | 28 838(+0,09%)  |
| ⋮                                                                                                  |            |  |                   |                 |
| 24-08-2020                                                                                         | 24-08-2020 |  | 405,436(+5.0%)    | 28 872(N.D.)    |
| 25-08-2020                                                                                         | 25-08-2020 |  | 412,553(+1.8%)    | 28 924(+0,18%)  |
| 26-08-2020                                                                                         | 26-08-2020 |  | 419,849(+1.8%)    | 28 971(+0,16%)  |
| 27-08-2020                                                                                         | 27-08-2020 |  | 429,507(+2.3%)    | 28 996(+0,09%)  |
| 28-08-2020                                                                                         | 28-08-2020 |  | 439,286(+2.3%)    | 29 011(+0,05%)  |
| ⋮                                                                                                  |            |  |                   |                 |
| 31-08-2020                                                                                         | 31-08-2020 |  | 462,858(+5.4%)    | 29 094(N.D.)    |
| 01-09-2020                                                                                         | 01-09-2020 |  | 470,973(+1.8%)    | 29 152(+0,2%)   |
| 02-09-2020                                                                                         | 02-09-2020 |  | 479,554(+1.8%)    | 29 194(+0,14%)  |
| 03-09-2020                                                                                         | 03-09-2020 |  | 488,513(+1.9%)    | 29 234(+0,14%)  |
| 04-09-2020                                                                                         | 04-09-2020 |  | 498,989(+2.1%)    | 29 418(+0,63%)  |
| ⋮                                                                                                  | ⋮          |  | 498,989(=)        | 29 418(=)       |
| 07-09-2020                                                                                         | 07-09-2020 |  | 525,549(+5.3%)    | 29 516(+0,33%)  |
| 08-09-2020                                                                                         | 08-09-2020 |  | 534,513(+1.7%)    | 29 594(+0,26%)  |
| 09-09-2020                                                                                         | 09-09-2020 |  | 543,379(+1.7%)    | 29 628(+0,11%)  |
| 10-09-2020                                                                                         | 10-09-2020 |  | 554,143(+2.0%)    | 29 699(+0,24%)  |
| 11-09-2020                                                                                         | 11-09-2020 |  | 566,326(+2.2%)    | 29 747(+0,16%)  |
| ⋮                                                                                                  | ⋮          |  | 566,326(=)        | 29 747(=)       |
| 14-09-2020                                                                                         | 14-09-2020 |  | 593,730(+4.8%)    | 29 848(+0,34%)  |
| 15-09-2020                                                                                         | 15-09-2020 |  | 603,167(+1.6%)    | 30 004(+0,52%)  |
| 16-09-2020                                                                                         | 16-09-2020 |  | 614,360(+1.9%)    | 30 243(+0,8%)   |
| 17-09-2020                                                                                         | 17-09-2020 |  | 625,651(+1.8%)    | 30 405(+0,54%)  |
| 18-09-2020                                                                                         | 18-09-2020 |  | 640,040(+2.3%)    | 30 495(+0,3%)   |
| ⋮                                                                                                  | ⋮          |  | 640,040(=)        | 30 495(=)       |
| 21-09-2020                                                                                         | 21-09-2020 |  | 671,468(+4.9%)    | 30 663(+0,55%)  |
| 22-09-2020                                                                                         | 22-09-2020 |  | 682,267(+1.6%)    | 30 904(+0,79%)  |
| 23-09-2020                                                                                         | 23-09-2020 |  | 693,556(+1.7%)    | 31 034(+0,42%)  |
| 24-09-2020                                                                                         | 24-09-2020 |  | 704,209(+1.5%)    | 31 118(+0,27%)  |
| 25-09-2020                                                                                         | 25-09-2020 |  | 716,481(+1.7%)    | 31 232(+0,37%)  |
| ⋮                                                                                                  | ⋮          |  | 716,481(=)        | 31 232(=)       |
| 28-09-2020                                                                                         | 28-09-2020 |  | 748,266(+4.4%)    | 31 411(+0,57%)  |
| 29-09-2020                                                                                         | 29-09-2020 |  | 758,172(+1.3%)    | 31 614(+0,65%)  |
| 30-09-2020                                                                                         | 30-09-2020 |  | 769,188(+1.5%)    | 31 791(+0,56%)  |
| 01-10-2020                                                                                         | 01-10-2020 |  | 778,607(+1.2%)    | 31 973(+0,57%)  |
| 02-10-2020                                                                                         | 02-10-2020 |  | 789,932(+1.5%)    | 32 086(+0,35%)  |
| ⋮                                                                                                  | ⋮          |  | 789,932(=)        | 32 086(=)       |
| 05-10-2020                                                                                         | 05-10-2020 |  | 813,412(+3.0%)    | 32 225(+0,43%)  |
| 06-10-2020                                                                                         | 06-10-2020 |  | 825,410(+1.5%)    | 32 486(+0,81%)  |
| 07-10-2020                                                                                         | 07-10-2020 |  | 835,901(+1.3%)    | 32 562(+0,23%)  |
| 08-10-2020                                                                                         | 08-10-2020 |  | 848,324(+1.5%)    | 32 688(+0,39%)  |
| 09-10-2020                                                                                         | 09-10-2020 |  | 861,112(+1.5%)    | 32 929(+0,74%)  |
| ⋮                                                                                                  | ⋮          |  | 861,112(=)        | 32 929(=)       |
| 12-10-2020                                                                                         | 12-10-2020 |  | 888,968(+3.2%)    | 33 124(+0,59%)  |
| 13-10-2020                                                                                         | 13-10-2020 |  | 896,086(+0.80%)   | 33 204(+0,24%)  |
| 14-10-2020                                                                                         | 14-10-2020 |  | 908,056(+1.3%)    | 33 413(+0,63%)  |
| 15-10-2020                                                                                         | 15-10-2020 |  | 921,374(+1.5%)    | 33 553(+0,42%)  |
| 16-10-2020                                                                                         | 16-10-2020 |  | 936,560(+1.6%)    | 33 775(+0,66%)  |
| ⋮                                                                                                  | ⋮          |  | 936,560(=)        | 33 775(=)       |
| 19-10-2020                                                                                         | 19-10-2020 |  | 974,449(+4.0%)    | 33 992(+0,64%)  |
| 20-10-2020                                                                                         | 20-10-2020 |  | 988,322(+1.4%)    | 34 210(+0,64%)  |
| 21-10-2020                                                                                         | 21-10-2020 |  | 1,005,295(+1.7%)  | 34 366(+0,46%)  |
| 22-10-2020                                                                                         | 22-10-2020 |  | 1,026,281(+2.1%)  | 34 521(+0,45%)  |
| 23-10-2020                                                                                         | 23-10-2020 |  | 1,046,132(+1.9%)  | 34 752(+0,67%)  |
| ⋮                                                                                                  | ⋮          |  | 1,046,132(=)      | 34 752(=)       |
| 26-10-2020                                                                                         | 26-10-2020 |  | 1,098,320(+5.0%)  | 35 031(+0,8%)   |
| 27-10-2020                                                                                         | 27-10-2020 |  | 1,116,738(+1.7%)  | 35 298(+0,76%)  |
| 28-10-2020                                                                                         | 28-10-2020 |  | 1,136,503(+1.8%)  | 35 466(+0,48%)  |
| 29-10-2020                                                                                         | 29-10-2020 |  | 1,160,083(+2.1%)  | 35 639(+0,49%)  |
| 30-10-2020                                                                                         | 30-10-2020 |  | 1,185,678(+2.2%)  | 35 878(+0,67%)  |
| ⋮                                                                                                  | ⋮          |  | 1,185,678(=)      | 35 878(=)       |
| 02-11-2020                                                                                         | 02-11-2020 |  | 1,240,697(+4.6%)  | 36 257(+1,1%)   |
| 03-11-2020                                                                                         | 03-11-2020 |  | 1,259,336(+1.5%)  | 36 495(+0,66%)  |
| 04-11-2020                                                                                         | 04-11-2020 |  | 1,284,408(+2.0%)  | 38 118(+4,4%)   |
| 05-11-2020                                                                                         | 05-11-2020 |  | 1,306,316(+1.7%)  | 38 486(+0,97%)  |
| 06-11-2020                                                                                         | 06-11-2020 |  | 1,328,832         | 38 833(+0,9%)   |
| ⋮                                                                                                  | ⋮          |  | 1,328,832(=)      | 38 833(=)       |
| 09-11-2020                                                                                         | 09-11-2020 |  | 1,381,218         | 39 345(+1,3%)   |
| 10-11-2020                                                                                         | 10-11-2020 |  | 1,398,613         | 39 756(+1%)     |
| 11-11-2020                                                                                         | 11-11-2020 |  | 1,417,709(+1.4%)  | 40 105(+0,88%)  |
| 12-11-2020                                                                                         | 12-11-2020 |  | 1,437,220(+1.4%)  | 40 461(+0,89%)  |
| 13-11-2020                                                                                         | 13-11-2020 |  | 1,458,591(+1.5%)  | 40 769(+0,76%)  |
| ⋮                                                                                                  | ⋮          |  | 1,458,591(=)      | 40 769(=)       |
| 16-11-2020                                                                                         | 16-11-2020 |  | 1,496,864(+2.6%)  | 41 253(+1,2%)   |
| 17-11-2020                                                                                         | 17-11-2020 |  | 1,510,023(+0.88%) | 41 688(+1,1%)   |
| 18-11-2020                                                                                         | 18-11-2020 |  | 1,525,341(+1.0%)  | 42 039(+0,84%)  |
| 19-11-2020                                                                                         | 19-11-2020 |  | 1,541,574(+1.1%)  | 42 291(+0,6%)   |
| 20-11-2020                                                                                         | 20-11-2020 |  | 1,556,730(+1.0%)  | 42 619(+0,78%)  |
| ⋮                                                                                                  | ⋮          |  | 1,556,730(=)      | 42 619(=)       |
| 23-11-2020                                                                                         | 23-11-2020 |  | 1,582,616(+1.7%)  | 43 131(+1,2%)   |
| 24-11-2020                                                                                         | 24-11-2020 |  | 1,594,844(+0.77%) | 43 668(+1,2%)   |
| 25-11-2020                                                                                         | 25-11-2020 |  | 1,605,066(+0.64%) | 44 037(+0,85%)  |
| 26-11-2020                                                                                         | 26-11-2020 |  | 1,617,355(+0.77%) | 44 374(+0,77%)  |
| 27-11-2020                                                                                         | 27-11-2020 |  | 1,628,208(+0.67%) | 44 668(+0,66%)  |
| ⋮                                                                                                  | ⋮          |  | 1,628,208(=)      | 44 668(=)       |
| 30-11-2020                                                                                         | 30-11-2020 |  | 1,648,187(+1.2%)  | 45 069(+0,9%)   |
| 01-12-2020                                                                                         | 01-12-2020 |  | 1,656,444(+0.50%) | 45 511(+0,98%)  |
| 02-12-2020                                                                                         | 02-12-2020 |  | 1,665,775(+0.56%) | 45 784(+0,6%)   |
| 03-12-2020                                                                                         | 03-12-2020 |  | 1,675,902(+0.61%) | 46 038(+0,55%)  |
| 04-12-2020                                                                                         | 04-12-2020 |  | 1,684,647(+0.52%) | 46 252(+0,46%)  |
| ⋮                                                                                                  | ⋮          |  | 1,684,647(=)      | 46 252(=)       |
| 07-12-2020                                                                                         | 07-12-2020 |  | 1,702,328(+1.05%) | 46 646(+0,85%)  |
| 08-12-2020                                                                                         | 08-12-2020 |  | 1,702,328         | 46 646(=)       |
| 09-12-2020                                                                                         | 09-12-2020 |  | 1,712,101(+0.57%) | 47 019(+0,8%)   |
| 10-12-2020                                                                                         | 10-12-2020 |  | 1,720,056(+0.46%) | 47 344(+0,69%)  |
| 11-12-2020                                                                                         | 11-12-2020 |  | 1,730,575(+0.61%) | 47 624(+0,59%)  |
| ⋮                                                                                                  | ⋮          |  | 1,730,575(=)      | 47 624(=)       |
| 14-12-2020                                                                                         | 14-12-2020 |  | 1,751,884(+1.23%) | 48 013(+0,82%)  |
| 15-12-2020                                                                                         | 15-12-2020 |  | 1,762,212(+0.59%) | 48 401(+0,81%)  |
| 16-12-2020                                                                                         | 16-12-2020 |  | 1,773,290(+0.63%) | 48 596(+0,4%)   |
| 17-12-2020                                                                                         | 17-12-2020 |  | 1,785,421(+0.68%) | 48 777(+0,37%)  |
| 18-12-2020                                                                                         | 18-12-2020 |  | 1,797,236(+0.66%) | 48 926(+0,31%)  |
| ⋮                                                                                                  | ⋮          |  | 1,797,236(=)      | 48 926(=)       |
| 21-12-2020                                                                                         | 21-12-2020 |  | 1,819,249         | 49 260(+0,68%)  |
| 22-12-2020                                                                                         | 22-12-2020 |  | 1,829,903         | 49 520(+0,53%)  |
| 23-12-2020                                                                                         | 23-12-2020 |  | 1,842,289         | 49 698(+0,36%)  |
| 24-12-2020                                                                                         | 24-12-2020 |  | 1,854,951         | 49 824(+0,25%)  |
| ⋮                                                                                                  | ⋮          |  | 1,854,951(=)      | 49 824(=)       |
| 28-12-2020                                                                                         | 28-12-2020 |  | 1,879,413         | 50 122(+0,6%)   |
| Fonti: - Dati aggiornati: Aggiornamenti dal Ministero della Salute - Dati giornalieri: Worldometer |            |  |                   |                 |

Evoluzione della pandemia in Spagna su scala logaritmica:     casi     decessi
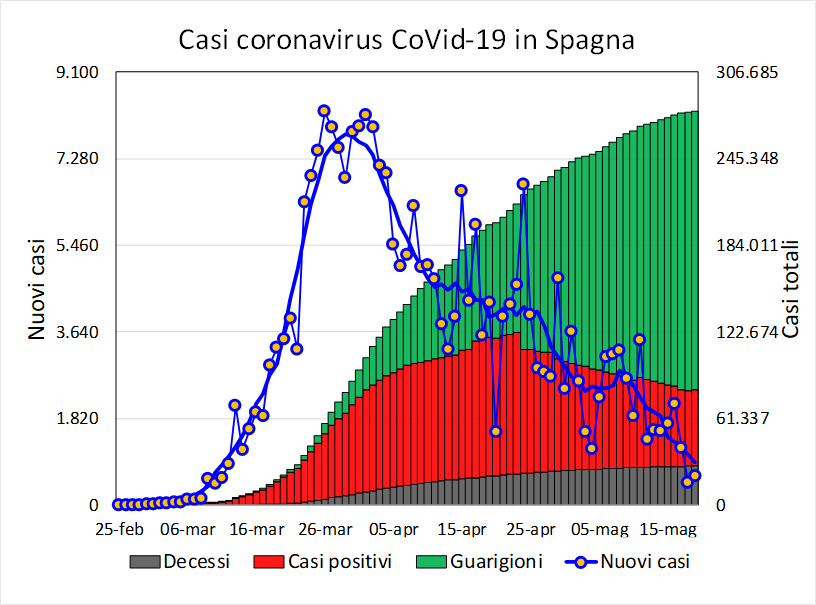
Evoluzione dei casi di COVID-19 in Spagna

## Cronistoria

### Primi casi confermati
Il 31 gennaio, il primo caso in Spagna, un paziente tedesco, è stato confermato sull'isola delle Canarie di La Gomera.
Il 9 febbraio, il secondo caso fu trovato essere un uomo britannico a Palma di Maiorca.
Il 24 febbraio, a seguito di un focolaio di COVID-19 in Italia, un medico lombardo, che era in vacanza a Tenerife, risultò positivo all'ospedale universitario della Nuestra Señora de Candelaria in Spagna.
Il 25 febbraio, quattro nuovi casi relativi al cluster italiano sono stati confermati in Spagna. La moglie del medico lombardo, che era in vacanza a Tenerife, risultò positiva. Anche una donna italiana di 36 anni residente in Spagna, che ha visitato Bergamo e Milano dal 12 al 22 febbraio, è risultata positiva a Barcellona. Un uomo di Villareal, che ha viaggiato a Milano, è risultato positivo ed è stato ricoverato all'Ospedale Universitario De La Plana. Un uomo di 24 anni di Madrid, tornato dal Nord Italia, è risultato positivo ed è stato ricoverato all'Ospedale Carlos III.
Il 26 febbraio, anche due turisti italiani, che erano in vacanza insieme al medico italiano e sua moglie, sono risultati positivi. Il gruppo fu trasferito all'ospedale universitario della Nuestra Señora de Candelaria e fu sottoposto a quarantena. A Barcellona, un uomo di 22 anni che aveva visitato l'Italia pochi giorni prima è risultato positivo. Viene riportato un secondo caso a Madrid. A Siviglia viene confermato il primo caso in Andalusia e il 12º nel paese.

### Dichiarazione dello stato di emergenza
Il 14 marzo  2020, il governo socialista spagnolo ha dichiarato lo stato di emergenza nazionale, mobilitando l'esercito e disponendo la chiusura di scuole e università, negozi, bar e ristoranti e di qualsiasi luogo aperto al pubblico. I movimenti dei cittadini sono consentiti soltanto per recarsi al lavoro, nei centri di cura o dal medico, o per acquistare generi di prima necessità, quali cibo e medicinali.

Il Ministro della Salute Salvador Illa ha annunciato la requisizione di tutti gli ospedali e delle strutture di cura private del paese, ponendole sotto il controllo diretto delle autorità sanitarie pubbliche regionali, che ordinariamente gestiscono il sistema sanitario del paese. Inoltre, gli studenti del quarto anno di medicina sono stati chiamati a mettersi a disposizione del Servizio Sanitario Nazionale per tutta la durata dell'emergenza.
Anche i produttori di materiali sanitari di consumo e dei dispositivi di protezione individuali sono stati obbligati a dichiarare la loro disponibilità e a mettersi al servizio delle autorità pubbliche, a pena di una mera sanzione pecuniaria. La polizia di Madrid ha utilizzato droni con telecamere per diffondere radiomessaggi di allerta alla popolazione civile, i cui spostamenti possono essere sottoposti alla sorveglianza militare governativa mediante questa tecnologia.

### Distribuzione dei casi nelle comunità autonome
| Comunità autonoma           | Totale casi | Morti  | Note   |
| --------------------------- | ----------- | ------ | ------ |
| Comunità Autonoma di Madrid | 618 160     | 14 496 | [ 29 ] |
| Catalogna                   | 529 904     | 13 120 | [ 29 ] |
| Andalusia                   | 501 013     | 9 147  | [ 29 ] |
| Comunità Valenciana         | 385 049     | 7 076  | [ 29 ] |
| Castiglia e León            | 211 261     | 6 608  | [ 29 ] |
| Castiglia-La Mancia         | 174 891     | 5 737  | [ 29 ] |
| Paesi Baschi                | 160 437     | 3 942  | [ 29 ] |
| Galizia                     | 115 836     | 2 314  | [ 29 ] |
| Aragona                     | 110 163     | 3 372  | [ 29 ] |
| Comunità di Murcia          | 108 198     | 1 553  | [ 29 ] |
| Estremadura                 | 70 654      | 1 755  | [ 29 ] |
| Baleari                     | 57 315      | 777    | [ 29 ] |
| Navarra                     | 53 517      | 1 117  | [ 29 ] |
| Asturie                     | 46 670      | 1 878  | [ 29 ] |
| Canarie                     | 46 004      | 663    | [ 29 ] |
| La Rioja                    | 27 690      | 743    | [ 29 ] |
| Cantabria                   | 25 813      | 541    | [ 29 ] |
| Melilla                     | 7726        | 78     | [ 29 ] |
| Ceuta                       | 5023        | 93     | [ 29 ] |
| Totale                      | 3 255 324   | 75 010 | [ 29 ] |

## Impatti
Nel giugno 2020, la Fondazione delle Casse di Risparmio Iberiche (Funcas) ha registrato un tasso di disoccupazione pari al 14.41% della popolazione attiva, con un aumento concentrato soprattutto nel settore dei servizi (+172.800 nuovi disoccupati), settore nel quale si registra anche la maggiore riduzione del numero di occupati (-275.000 unità).